# Condado de Gniezno
Nota linguística: Não confundir hrabstwo (condado) com powiat (divisão administrativa)..
Gniezno (polonês: powiat gnieźnieński) é uma unidade de administração territorial e governo local (powiat) na voivodia da Grande Polônia, centro-oeste da Polônia. Foi criado em 1 de janeiro de 1999 como conseqüência da Lei de Reorganização do Governo Local de 1998. Sua sede administrativa e maior cidade é Gniezno, a primeira capital histórica da Polônia, que fica 49 quilômetros (30 milhas) a leste da capital regional Poznań. O condado inclui outras quatro cidades: Witkowo, 16 km (10 milhas) a sudeste de Gniezno, Trzemeszno, 16 km (10 milhas) a leste de Gniezno, Kłecko, 16 km (10 milhas) a noroeste de Gniezno, e Czerniejewo, 14 km (9 milhas) a sudoeste de Gniezno.
Abrange uma área de 1254,34 km² (484,3 sq mi). Em 2006 sua população total era de 140.333 habitantes, dos quais 70.080 pertencem à população de Gniezno, 7.855 a Witkowo, 7.789 a Trzemeszno, 2.677 a Kłecko, 2.556 a Czerniejewo e a população rural é de 49.376 habitantes.

## Condados vizinhos
O condado de Gniezno faz limite com o condado de Żnin ao norte, o condado de Mogilno a leste, o condado de Słupca a sudeste, o condado de Września ao sul, o condado de Poznań a oeste, e o condado de Wągrowiec a noroeste.

## Divisão administrativa
Está subdividido em 10 gminy (um urbano, quatro urbano-rural e cinco rural). Eles estão relacionados na tabela seguinte, em ordem decrescente de número de população.
| Gmina                     | Tipo         | Área (km²) | População (2006) | Sede        |
| Gniezno                   | urbano       | 49,0       | 70.080           |             |
| Comuna de Trzemeszno      | urbano-rural | 174,8      | 14.019           | Trzemeszno  |
| Comuna de Witkowo         | urbano-rural | 184,4      | 13.446           | Witkowo     |
| Comuna de Gniezno         | rural        | 178,0      | 8.343            | Gniezno *   |
| Comuna de Kłecko          | urbano-rural | 131,7      | 7.569            | Kłecko      |
| Comuna de Czerniejewo     | urbano-rural | 112,0      | 6.913            | Czerniejewo |
| Comuna de Niechanowo      | rural        | 105,3      | 5.395            | Niechanowo  |
| Comuna de Łubowo          | rural        | 113,4      | 5.344            | Łubowo      |
| Comuna de Kiszkowo        | rural        | 114,6      | 5.235            | Kiszkowo    |
| Comuna de Mieleszyn       | rural        | 99,2       | 3.989            | Mieleszyn   |
| * sede não parte da gmina |              |            |                  |             |

## Demografia
População (dados de 30 de Junho de 2005):
|          | Total   | Total | Mulheres | Mulheres | Homens  | Homens |
| -------- | ------- | ----- | -------- | -------- | ------- | ------ |
|          | pessoas | %     | pessoas  | %        | pessoas | %      |
| Total    | 140 262 | 100   | 71 675   | 51,1     | 68 587  | 48,9   |
| Cidades  | 91 136  | 100   | 47 182   | 51,8     | 43 954  | 48,2   |
| Povoados | 49 126  | 100   | 24 493   | 49,9     | 24 633  | 50,1   |